# Liris aurulentus
Liris aurulentus är en stekelart som först beskrevs av Fabricius 1781. Liris aurulentus ingår i släktet Liris och familjen Crabronidae. Arten förekommer i Australien och södra Asien. Den kallas på engelska för golden cricket wasp.